# Pflegerkasten

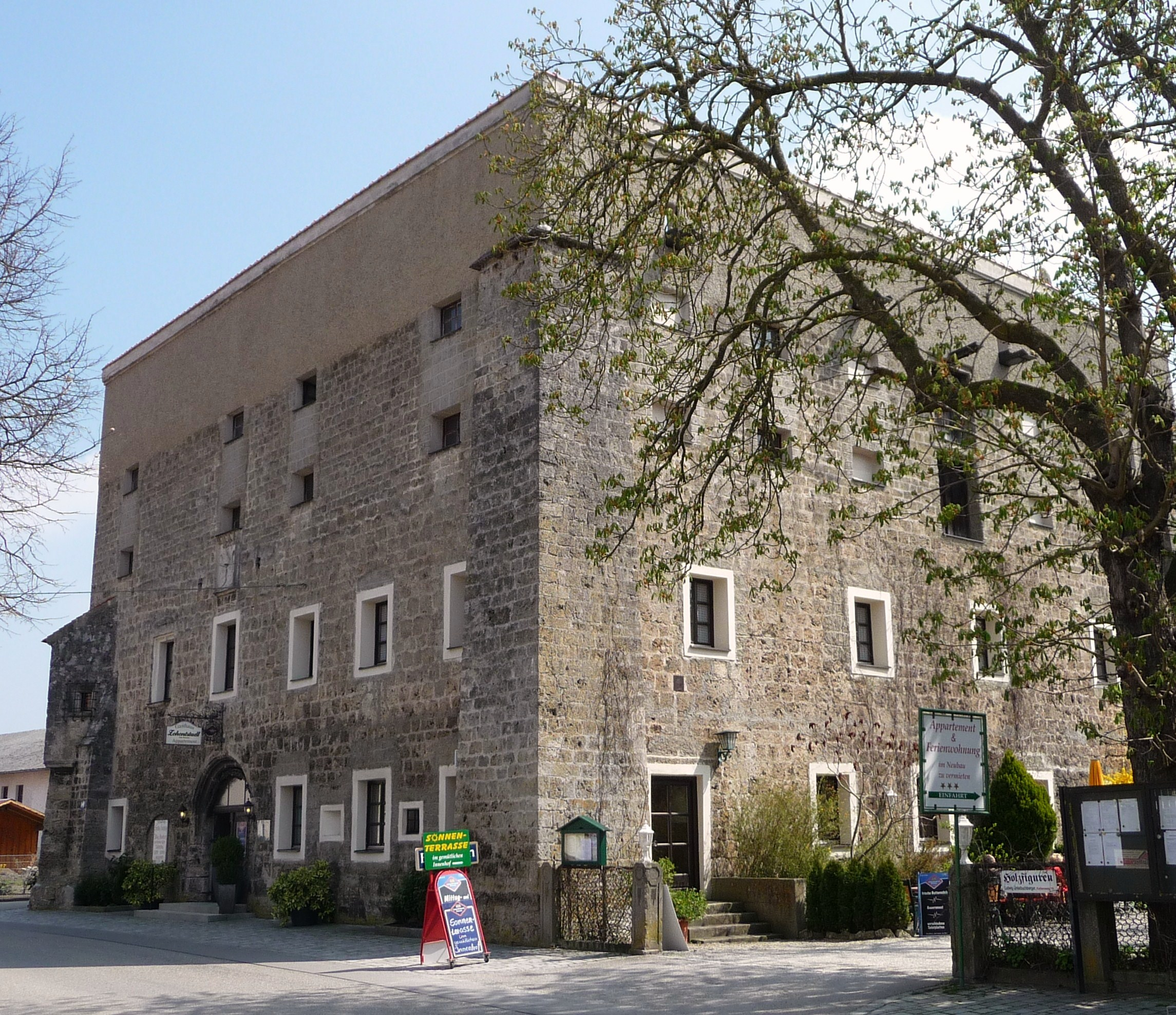
Außenansicht

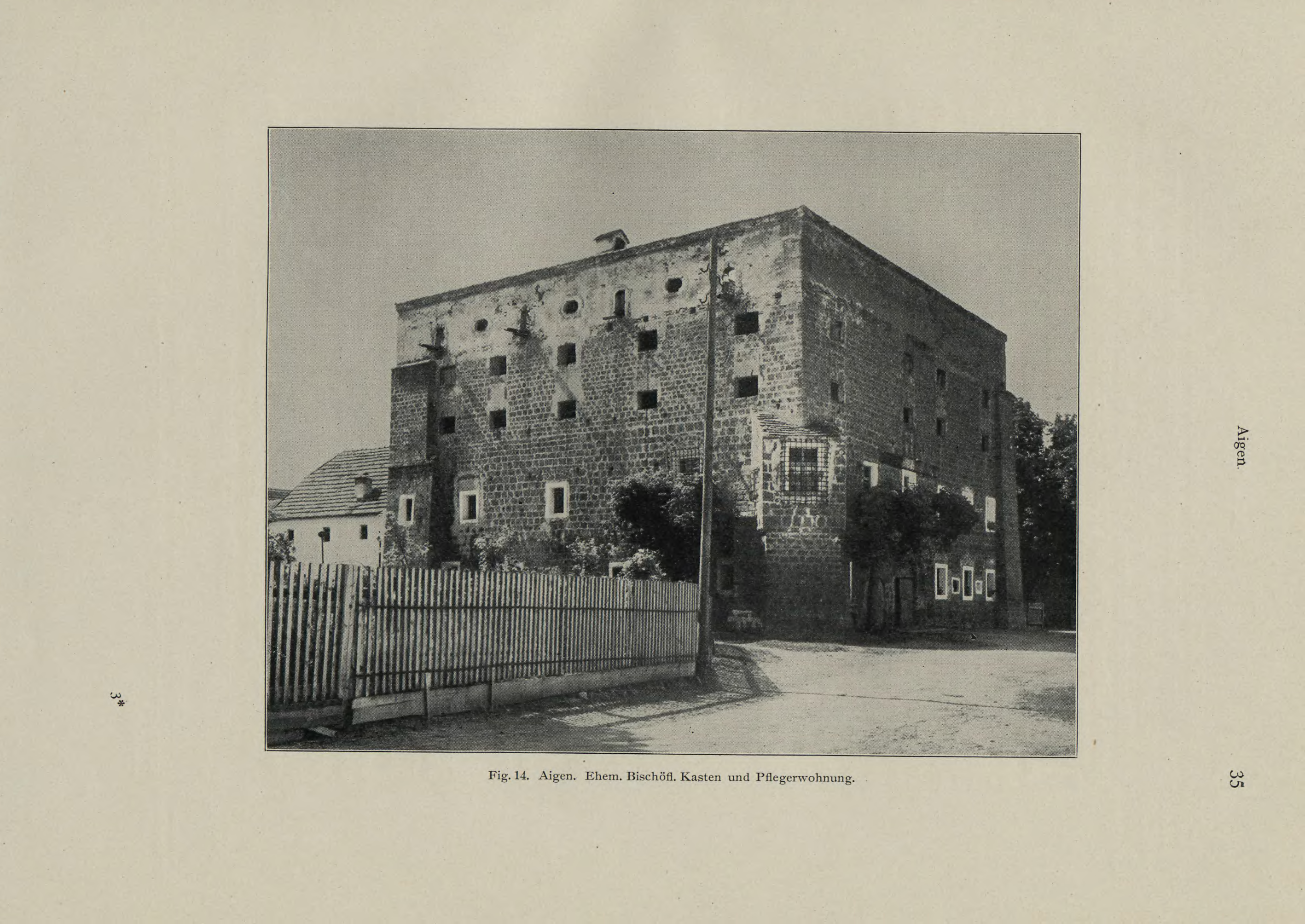
Aufnahme vor 1929

Der Pflegerkasten ist ein denkmalgeschütztes Gebäude in Aigen am Inn, einem Gemeindeteil von Bad Füssing im Landkreis Passau in Bayern.

## Geschichte
Um 1450 wurde das bischöfliche Kastengebäude unter dem Passauer Bischof Ulrich von Nußdorf aus Tuffsteinquadern errichtet. Das Wappen der Nussberger befindet sich über dem Torbogen, der in den gewölbten Fletz führt. Der Kasten diente dem passauischen Pflegegericht und dem Pfleger als Sitz und Lagergebäude. Da Aigen eine Passauer Enklave im Wittelsbachischen Herzogtum Niederbayern war, mussten die Bischöfe die Eigenständigkeit ihrer Hofmark durch die massiven Mauern ihres Kastens demonstrieren. Bei den Bränden von 1685 und 1695 wurde das Innere in Mitleidenschaft gezogen, die Außenmauern blieben aber intakt. Nach dem Brand von 1685 wurde der „Feuermantel“, der oberste Teil der Außenfassade, noch weiter erhöht.
Das würfelförmige Gebäude ist mit einem Inntaler Grabendach eingedeckt. Es beherbergte eine bischöfliche Taferne, Gerichts- und Wohnräume sowie in den oberen Geschossen einen Kornspeicher für den von der Bevölkerung zu entrichtenden Zehnt. Die im 18. Jahrhundert eingerichtete Tafernwirtschaft besteht auch heute noch.